# シャンソン・ディプロム
フランス・シャンソン芸術協会が、国際シャンソン・コンクールを日本でも開催するため、国際的に通用する日本語で歌うシャンソン歌唱法講習を開始。日仏シャンソン協会日本支局に業務を委託。言語特性もあり、日本人歌手のみ、他国の歌手との歌唱法が異なる為、フランス文化のエスプリ＝シャンソンに不可欠な表現をできない歌手が多いことから、その歌唱法をフランスの歌手と同じラインに修正することと、シャンソン教室講師に対し有効な指導法を伝授する2面でのアプローチをしている。
年間10時間のレッスンに加え5時間のビデオ研修から成る課程を修了したものには、ディプロム（免許状）が与えられる。更にCDを出している歌手には、審査の上、優秀と認められた者に上位のディプロムが与えられる。
指導者に対するディプロムと歌手としての最高位の者には別のディプロムが与えられる。
アーティスト登録証1号は瀬間千恵、指導者認定証第1号は岡山加代子に授与された。